# Theuns Jordaan

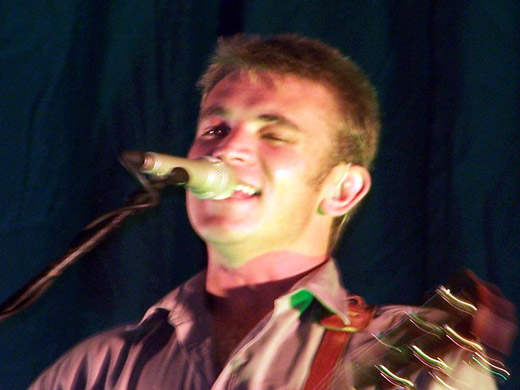
Theuns Jordaan.

Theuns Jordaan, född 10 januari 1971 nära Venterstad i Östra Kapprovinsen, Sydafrika, död 17 november 2021 i Pretoria, var en sydafrikansk afrikaansspråkig sångare, kompositör och gitarrist. Han var en av Sydafrikas mest kända artister. Hans första två album sålde platina. Han har också haft framgångsrika samarbeten med Juanita du Plessis. 
Jordaan spelade en av huvudrollerna i filmen Jakhalsdans (2010) tillsammans med Elizma Theron.
Han avled av leukemi 2021.

## Diskografi (urval)
- Vreemde stad (1999)
- Tjailatyd (2002)
- Seisoen (2005)
- Grootste Treffers (2007)
- Bring Jou Hart – med Juanita Du Plessis (2008)
- Driekuns (2009)
- Kouevuur – Die musiek van Koos du Plessis (2009)